# アーサー・ミラー (小惑星)
アーサー・ミラー (3769 Arthurmiller) は小惑星帯にある小惑星。ルボシュ・コホーテクとA・クリーテがハンブルクのベルゲドルフ天文台で発見した。
アメリカ合衆国の劇作家で、マリリン・モンローと結婚したこともあるアーサー・ミラーにちなんで、彼の没後まもない2005年4月に命名された。提案者はエドワード・ボーエルである。